# 井丸ゆかり
井丸 ゆかり（いまる ゆかり、本名：同じ、1965年7月18日 - ）は、日本のタレント、元アイドル。東京都狛江市出身。
身長165cm、スリーサイズB89、W60、H89。血液型：O型。1980年代スターダストに所属していた。

## 略歴
和光高等学校在学中だった1982年、16歳の時にテレビドラマ「3年B組貫八先生」において、学級委員長・中島美雪役でデビュー、のちにグラビアアイドルに転身した。1987年に芸能活動を休業し渡米。同い年で誕生日も近かった堀江しのぶと仲が良く、2024年に「ザ!世界仰天ニュース」にて堀江の特集が組まれた際に当時の写真画像を提供しその一端が再現された。

## 出演

### テレビ
- 3年B組貫八先生（1982年、TBS） - 中島美雪 役
- チャーム・ミントタイム（1984年、テレビ朝日）
- カーグラフィックTV（1984年 - 1985年、テレビ朝日）
- 毎度おさわがせします 第2シリーズ 第7話（1986年、TBS系） - 優子役
- 誇りの報酬 第49話「さらば いとしのデカたちよ」（1986年9月21日、日本テレビ / 東宝） - 小出よしこ 役
- 太陽にほえろ!スペシャル 第713話「エスパー少女・愛」（1986年10月10日、日本テレビ / 東宝） - 大沢あかね 役

### 写真集
- よ・ろ・し・く　パーフェクト・メモワール特別編集　中村隆行撮影　斎藤秋男編（リイド社、1984年）
- 遊びじゃないよ！ 北原美喜男撮影（ワニブックス、1986年）

### ビデオ
- 「Trade Wind Dancing -貿易風に誘われて」（1986年）